# Купуния, Тамара Андреевна
Тамара Андреевна Купуния (1902—1985) — новатор колхозного производства, звеньевая колхоза имени Берия Ахалсопельского сельсовета Зугдидского района, Грузинская ССР. Герой Социалистического Труда (1949).

## Биография
Родилась 21 сентября (8 сентября по старому стилю) 1902 года в селе Зуби ныне Хобского района Грузинской ССР.
Дважды Герой Социалистического Труда (1948, 1951).
В 1930 году вступила в колхоз имени Берия Зугдидского района (с 1953 года — колхоз имени Ленина). В 1937—1941 годах — звеньевая, с 1941 года — бригадир в этом же колхозе с усадьбой в селении Ахалсопели, Зугдидский район Грузинской ССР. Возглавляла бригаду до ухода на пенсию. Получала с гектара по 9-10 тонн зелёного чайного листа. Норма выработки для сборщиков составляла 30—35 кг листа в день, при том, что необходимо было соблюдать стандарты качества и брать с кустов только нужные листья, Тамара Андреевна собырала за смену до 60 кг.чая высшего качество.
Чаевод Тамара Купуния делилась своим опытом с азербайджанскими, краснодарскими и закарпатскими коллегами. Она переписывалась с китайскими и румынскими чаеводами.
Член КПСС с 1943 года. Делегат XX съезда КПСС. Депутат Верховного Совета Грузинской ССР 2—4-го и 6—7-го созывов. Член ЦК КП Грузии (1956—1961).

## Награды
- Дважды Герой Социалистического Труда:
  - 21.02.1948 — за высокие урожаи чая,
  - 01.09.1951 — за высокие показатели в сельском хозяйстве.
- Награждена 3 орденами Ленина, орденом Октябрьской Революции, орденом Трудового Красного Знамени и медалями СССР, медалями ВСХВ (в том числе большой золотой, пятью малыми золотыми, серебряной).